# Laverda 750
Die Laverda 750 ist ein Motorrad des ehemaligen italienischen Herstellers Laverda, das bei seiner Markteinführung dessen hubraumgrößtes Modell war und den Grundstein für das „starke Image“ der Marke legte. Von 1968 bis 1976 wurden über 18.000 Exemplare in verschiedenen Baumustern hergestellt, einschließlich des Rennmodells Laverda 750 SFC.

## Geschichte und Technik
Massimo Laverda, Sohn des Firmengründers, wollte die Modellpalette des Unternehmens um ein Motorrad mit großem Hubraum erweitern. Auf einer USA-Reise im Jahre 1964 sammelte er Anregungen; insbesondere die Konstruktion der Honda CB 72/77 erschien ihm geeignet. Kurz nach seiner Rückkehr ließ sich Massimo Laverda eine Honda aus der Schweiz liefern. Das Motorrad wurde im Fahrversuch erprobt und zerlegt, um die technischen Möglichkeiten zu studieren. Der technische Direktor von Laverda, Luciano Zen, behielt bei der im April 1965 beginnenden Entwicklung der neuen Laverda diese Grundkonstruktion bei, legte jedoch den Hubraum auf 650 cm³ fest. Ende 1965 war die Entwicklung des Motors abgeschlossen; auf dem Prüfstand leistete der Prototyp 50 PS bei 6800/min. Nur hochwertiges Zubehör sollte für das Referenzmotorrad verwendet werden. Die Vergaser kamen von Dell’Orto, die Elektrik (Anlasser, Lichtmaschine, Scheinwerfer und Zündung) von Bosch, die Teleskopgabel von Zulieferer Ceriani und die Trommelbremse von Grimeca. Die Teile vom Pleuel bis zur Steuerkette wurden so großzügig dimensioniert, dass der Motor über 90 kg wog.

„Unser Motorrad wurde ein Erfolg, eben weil es so robust war.“

Der im November 1966 erstmals vorgestellte Prototyp mit 654 cm³ Hubraum (Bohrung/Hub: 75 × 74 mm) hatte noch einen Hubzapfenversatz von 180°, der für den Serienlauf auf 360° geändert wurde. Ein weiterer Prototyp mit zwei 26-mm-Vergasern wurde noch 1967 gebaut. Die Serienfertigung der 650er begann, als die Hubraumerweiterung auf 744 cm³ (Bohrung/Hub: 80 × 74 mm) schon beschlossen war. Der Motor wurde in einen Rückgratrohrrahmen als tragendes Element einbezogen; die Reifengröße betrug vorne 3.25–18, später 3.50–18, und hinten 4.00–18. Vor der Auslieferung der ersten Exemplare wurden drei Motorräder für den Moto-Giro d’Italia 1968 angemeldet. Die Plätze eins, fünf und sechs am Ende des einwöchigen Rennens waren ein Beleg für die Zuverlässigkeit der Konstruktion.

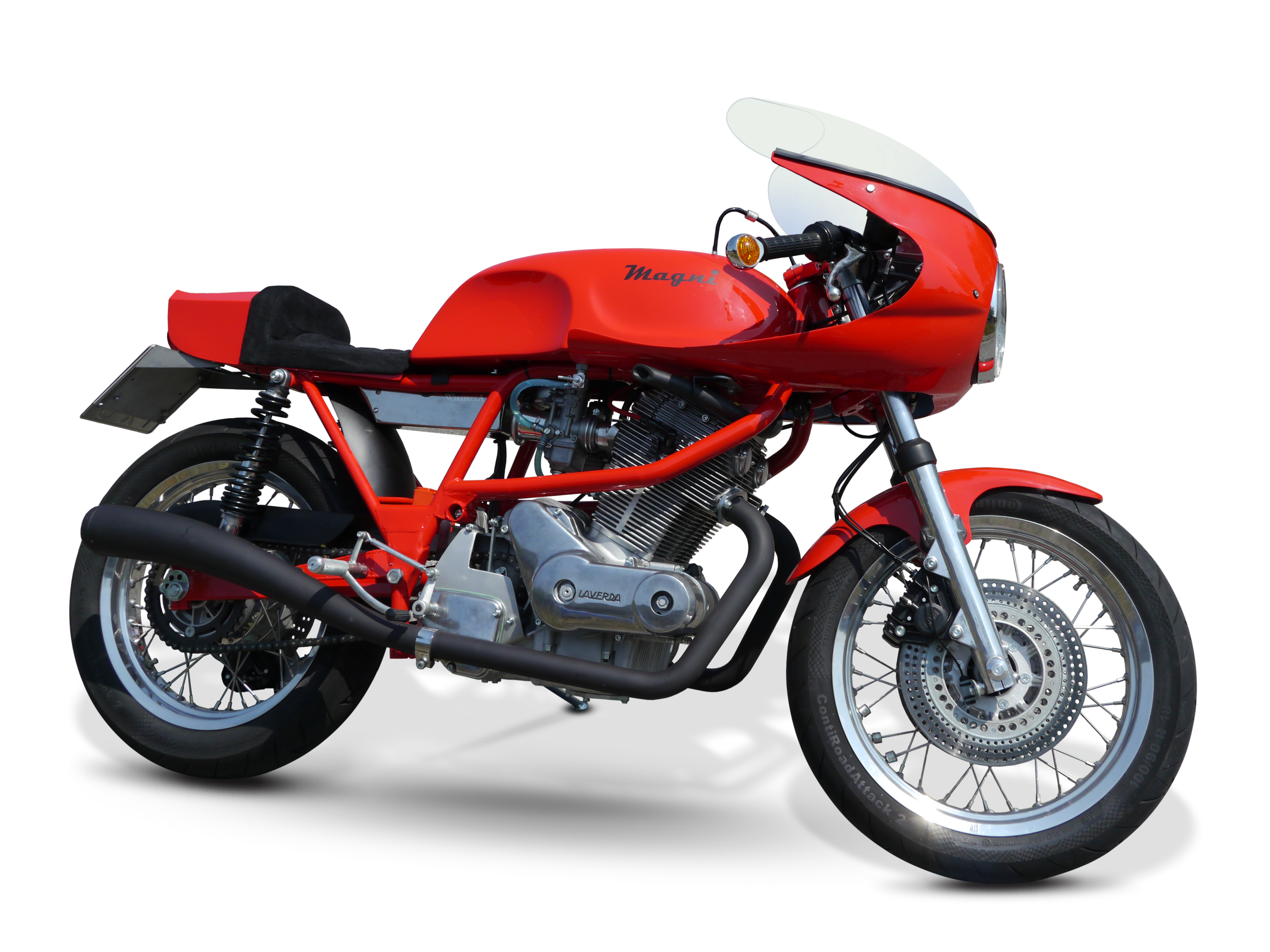
Sehr seltener Umbau einer 750SF auf Basis des Bausatzes (Rahmen, Bremsen usw.) von Magni

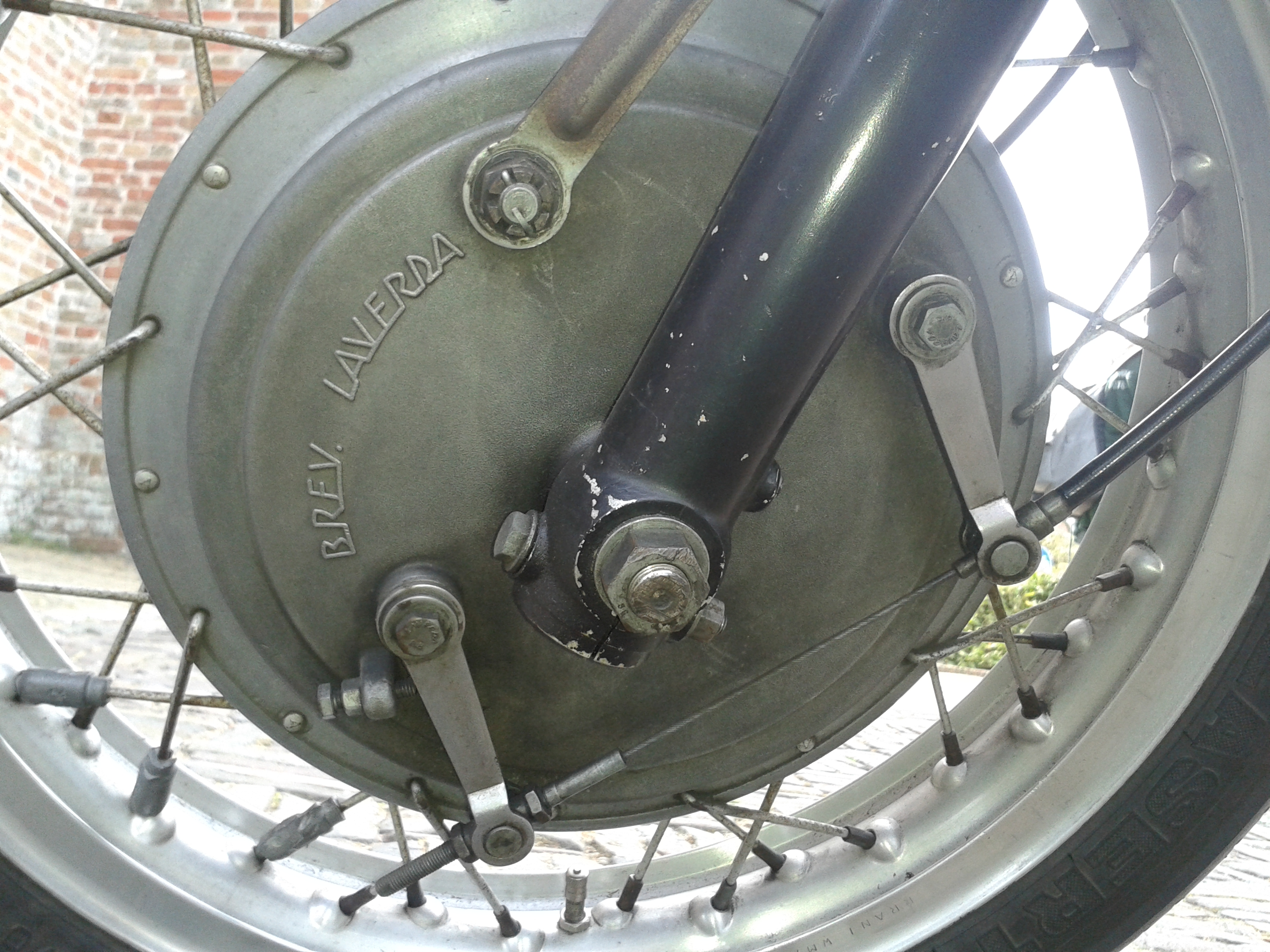
SuperFreni

Für den US-Markt bestellte Importeur Jack McCormack 1968 exklusiv Motorräder, die nicht unter Laverda, sondern unter der Marke American Eagle verkauft wurden. Der Motorradstuntman Evel Knievel benutzte 1969/1970 bei seinen Stunts die Laverda 750 („American Eagle“).
Da die Grimeca-Trommelbremse bei Nässe unbefriedigend war, entwickelte Laverda eine eigene Trommelbremse (SuperFreni) mit 230 mm Durchmesser und baute sie bei den SF-Modellen ab 1971 ein. Die in Deutschland erhältliche SF-Modellreihe lag mit 6.800 DM in der Preisgruppe von Honda CB 750 Four, Ducati 750 GT und Suzuki GT 750. Dem Motorrad wurde „Spaß auf der Landstraße“ attestiert, bei dem „kein Auge trocken“ blieb. Die Trommelbremsen wurden ab dem Modelljahr 1974 durch Brembo-Scheibenbremsen ersetzt.

„Für die 750 SF gab es verschiedene Leistungsangaben. […] Das hing von der jeweiligen Schalldämpfer-Bestückung für Italien, Amerika oder Deutschland ab. Mit den italienischen Schalldämpfern hätte man die Maschine in Deutschland garantiert  nicht ohne Mogelei durch den TÜV bekommen, und wenn sie trotzdem zugelassen wurde, dann konnte man die Uhr schon auf den Moment einstellen, an dem die Polizei den Donnerbolzen […] aus dem Verkehr gezogen hätte.“

## Modellreihe
| Modell         | Modelljahre | Stückzahlen | Neuerungen | Foto |
| -------------- | ----------- | ----------- | --- | ---- |
| 650            | 1968        | 52          | 2 × 29-mm-Vergaser, Grimeca-Bremsen mit 230 mm, 35-mm-Ceriani-Teleskopgabel                                                                        |      |
| 750            | 1968–1969   | 750         | Auspuff ohne Interferenzrohr, Tacho und Drehzahlmesser von Smiths                                                                                  |      |
| American Eagle | 1968        | 200         | US-Exportmodell, Tank mit geändertem Emblem, hoher Lenker                                                                                          |      |
| 750 S          | 1969–1970   | 1150        | 2 × 30-mm-Dell’Orto-Vergaser mit offenen Trichtern und Höckersitzbank. Mit dem Modelljahr 1970 ist die Laverda 750 auch in Deutschland erhältlich. |      |
| 750 GT         | 1970–1972   | 2150        | hoher Lenker, reduzierte Leistung |      |
| 750 SF         | 1971–1972   | 6100        | SuperFreni (Laverda-Bremse) mit 230 mm |      |
| 750 SFC        | 1971–1976   | 549         | Modell für Langstreckenrennen |      |
| 750 SF1        | 1973        | 3760        | 2 × 36-mm-Dell’Orto-Vergaser, Nippon-Denso-Instrumente                                                                                             |      |
| 750 SF2        | 1974–1976   | 2800        | 2 × 280-mm-Brembo-Scheibenbremsen, 38-mm-Ceriani-Teleskopgabel                                                                                     |      |
| 750 GTL        | 1975–1976   | 100         | 230-mm-SuperFreni-Trommelbremsen |      |
| 750 SF3        | 1976        | 500         | Gussräder, Scheibenbremse auch hinten |      |